# Peacefield
Peacefield, aussi appelée Old House, est une maison historique anciennement détenue par le 2e président des États-Unis John Adams et le 6e président des États-Unis John Quincy Adams, ainsi que d'autres membres de la famille Adams.
Peacefield est située à Quincy dans le Massachusetts, près de Boston, et fait maintenant partie de l'Adams National Historical Park, où elle est voisine de la Stone Library.
Il s'agit désormais d'un musée.